# Saidazamat Mirsaidov
Saidazamat Mirsaidov (Tashkent, 19 luglio 2001) è un calciatore uzbeko, di ruolo difensore.

## Carriera

### Club
Ha giocato nella prima divisione uzbeka.